# Scout.com
Scout媒體是一間綜合性的體育媒體公司，主要是透過網站發布消息。2013年，Fox Sports將它賣給North American Membership Group。對於大學球員的評價有一定的參考性。

## 網路行銷
旗下擁有超過300個網站，涵蓋包括高中、大學及職業。

## 資料來源
1. ↑  . Scout.com.   [June 11, 2013]. （原始内容存档于2015-03-31）.
2. ↑  .   [2015-04-11]. （原始内容存档于2013-11-23）.
3. ↑  . http://newscorp.com/.   [November 19, 2013]. （原始内容存档于2015-04-14）.

## 外部連結
- Scout.com官網（页面存档备份，存于）